# Meganaclia mariae
Meganaclia mariae là một loài bướm đêm thuộc phân họ Arctiinae, họ Erebidae.